# Huimilpan (kommun)
Huimilpan är en kommun i Mexiko.   Den ligger i delstaten Querétaro Arteaga, i den centrala delen av landet, 170 km nordväst om huvudstaden Mexico City. Antalet invånare är 35 554. Arean är 388 kvadratkilometer.
Terrängen i Huimilpan är huvudsakligen kuperad, men västerut är den platt.
Följande samhällen finns i Huimilpan:
- Huimilpan
- El Vegil
- Las Taponas
- Los Cues
- Apapátaro
- San José Tepuzas
- San Antonio la Galera
- Cumbres del Cimatario
- Guadalupe Primero
- Buenavista
- San Pedrito
- Puerta del Tepozán
- El Sauz
- Paniagua
- La Haciendita
- Capula
- Los Bordos
- El Peral
- La Joya
- Nevería II
- El Salto
- La Nueva Joya
- El Rincón
- El Garruñal
- Pío XII
- Las Monjas
- Nevería Sector Norte
- San Antonio del Puente
- El Centenario
- Guadalupe Segundo Fracción Primera
- La Presita